# Správní obvod obce s rozšířenou působností Náchod
Správní obvod obce s rozšířenou působností Náchod je od 1. ledna 2003 jedním ze čtyř správních obvodů rozšířené působnosti obcí v okrese Náchod v Královéhradeckém kraji. Čítá 36 obcí.
Města Náchod, Červený Kostelec, Česká Skalice, Hronov a Police nad Metují jsou obcemi s pověřeným obecním úřadem.

## Seznam obcí
Poznámka: Města jsou vyznačena tučně, městyse kurzívou.
- Bezděkov nad Metují
- Borová
- Brzice
- Bukovice
- Červená Hora
- Červený Kostelec
- Česká Čermná
- Česká Metuje
- Česká Skalice
- Dolní Radechová
- Horní Radechová
- Hořičky
- Hronov
- Kramolna
- Lhota pod Hořičkami
- Litoboř
- Machov
- Mezilečí
- Náchod
- Nový Hrádek
- Police nad Metují
- Říkov
- Slatina nad Úpou
- Stárkov
- Studnice
- Suchý Důl
- Velká Jesenice
- Velké Petrovice
- Velké Poříčí
- Vestec
- Vysoká Srbská
- Vysokov
- Zábrodí
- Žďár nad Metují
- Žďárky
- Žernov

## Obyvatelstvo
| Rok  | Obyv.  | ± %     |
| ---- | ------ | ------- |
| 1869 | 57 749 | —       |
| 1880 | 58 700 | +1,6 %  |
| 1890 | 63 442 | +8,1 %  |
| 1900 | 70 309 | +10,8 % |
| 1910 | 76 742 | +9,1 %  |

| Rok  | Obyv.  | ± %     |
| ---- | ------ | ------- |
| 1921 | 68 226 | −11,1 % |
| 1930 | 70 544 | +3,4 %  |
| 1950 | 62 337 | −11,6 % |
| 1961 | 63 086 | +1,2 %  |
| 1970 | 62 050 | −1,6 %  |

| Rok  | Obyv.  | ± %    |
| ---- | ------ | ------ |
| 1980 | 63 270 | +2 %   |
| 1991 | 61 330 | −3,1 % |
| 2001 | 61 600 | +0,4 % |
| 2011 | 60 384 | −2 %   |
| 2021 | 58 209 | −3,6 % |